# Fifth Chinese Daughter
Fifth Chinese Daughter (n.đ. 'Con gái người Hoa thứ năm') là một quyển hồi ký năm 1950 của nhà văn và thợ làm gốm người Mỹ gốc Hoa Jade Snow Wong (Giản thể: 黃玉雪, bính âm: Huáng Yùxuě). Tên quyển sách đề cập đến việc Wong là đứa con thứ năm được sinh ra từ bố mẹ là người nhập cư từ Trung Quốc. Quyển sách được coi là tác phẩm kinh điển đầu tiên của văn học người Mỹ gốc Á.

## Nội dung
Trong Fifth Chinese Daughter, Wong mô tả cuộc sống lớn lên của mình tại khu người Hoa, San Francisco với những hình ảnh chi tiết về trải nghiệm của gia đình cô trong việc di cư và cuộc sống lớn lên khi được giáo dục một cách nghiêm khắc. Đồng thời, quyển sách cũng trình bày thách thức của cô đối với những kỳ vọng được áp đặt từ cả gia đình và xã hội đối với một người phụ nữ Trung Hoa.

## Phản ứng
Quyển sách đã được xuất bản vào năm 1950 và trở thành sách bán chạy nhanh chóng, đặc biệt là sau khi Đạo luật Loại trừ người Trung Quốc được dỡ bỏ vào năm 1943.
Trong một bài viết về Wong, The New York Times có viết Fifth Chinese Daughter là "một bức tranh về trải nghiệm của gia đình người nhập cư Mỹ gốc Hoa, được viết với lòng nhân ái và sự sâu sắc". Nhà báo Neely Tucker viết blog cho Thư viện Quốc hội Hoa Kỳ cho rằng "quyển sách đã trở thành một phần không thể thiếu cho câu chuyện dân tộc về cuộc sống người Mỹ gốc Hoa vào giữa thế kỷ – cứng nhắc, đôi khi sâu sắc, đôi khi lấp lửng sự thật để ủng hộ một câu chuyện về thành công bằng chính nỗ lực của mình".
Trong một bài đánh giá tiêu cực về quyển sách năm 1979, Patricia Lin Blinde cho rằng quyển sách "hoàn toàn không cải thiện điều gì đối với kiến thức thực sự về cái nhìn của công chúng đối với người Hoa" và "điều mà Wong làm về cơ bản là 'lặp đi lặp lại' những diễn đạt và kỳ vọng của thế giới da trắng về cái gì được gọi là bản chất người Hoa hoặc không".

## Ảnh hưởng
Sau sự thành công tại Hoa Kỳ, sách đã được dịch sang nhiều ngôn ngữ ở châu Á bởi Bộ Ngoại giao Hoa Kỳ và Wong đã được cử đi một chuyến lưu diễn kéo dài 4 tháng ở châu Á vào năm 1953 để quảng bá quyển sách. Vào năm 2004, Fifth Chinese Daughter được xuất bản tại Trung Quốc bởi Nhà xuất bản Dịch Lâm dưới tựa đề Hoa Nữ Á Ngũ (tiếng Trung: 华女阿五; bính âm: Huá nǚ ā wǔ).
Vào năm 1976, PBS đã sản xuất một chương trình đặc biệt dành cho truyền hình công cộng dựa trên Fifth Chinese Daughter, có tựa đề Jade Snow, trong đó Wong được diễn xuất bởi nữ diễn viên Freda Foh Shen và cha của Wong được diễn xuất bởi diễn viên Ngô Hán Chương.